# Pseuduvaria coriacea
Pseuduvaria coriacea är en kirimojaväxtart som beskrevs av Yvonne C.F. Su och Richard M.K. Saunders. Pseuduvaria coriacea ingår i släktet Pseuduvaria och familjen kirimojaväxter. Inga underarter finns listade i Catalogue of Life.